# السبع (مسلسل)
السبع مسلسل درامي سوري عٌرض لأول مرة في شهر رمضان 2025. المسلسل من إخراج فادي سليم وقصة بشار مارديني وسيناريو وحوار سيف رضا حامد وفادي سليم وبطولة باسم ياخور، أمل عرفة، عبد المنعم عمايري، أمل بوشوشة وغيرهم.

## الممثلون
- باسم ياخور
- أمل عرفة
- حلا رجب
- جفرا يونس
- روعة السعدي
- حسن خليل
- امل بوشوشة